# Listina svobod

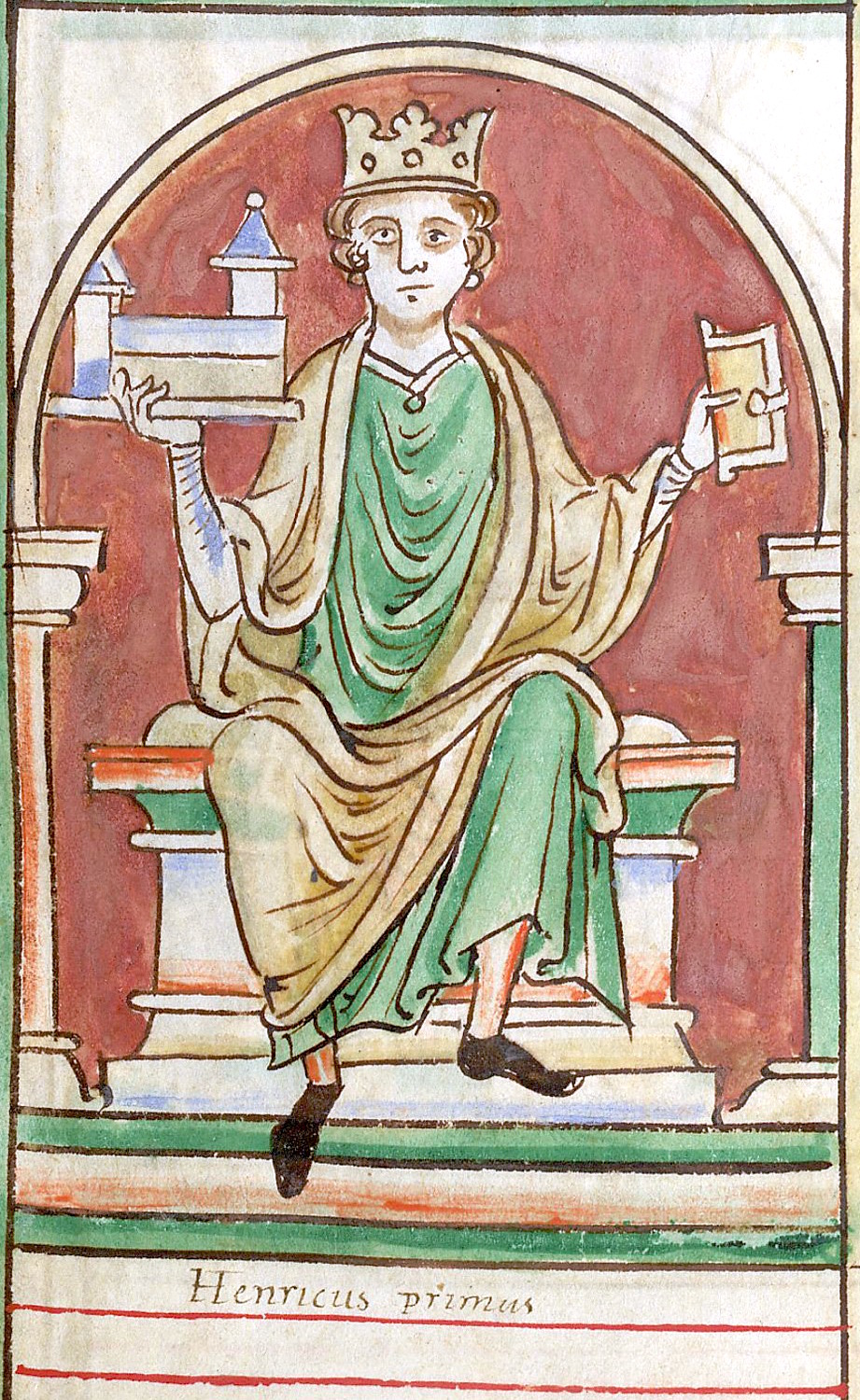
Anglický král Jindřich I.

Listina svobod (anglicky Charter of Liberties), nazývaná také Korunovační listina nebo Statuty of the Realm, byla písemná proklamace anglického krále Jindřicha I., vydaná při jeho nástupu na trůn v roce 1100. Snažila se zavázat krále k určitým zákonům týkajícím se zacházení se šlechtici, církevními představiteli a jednotlivci. Historici devatenáctého století Frederick Maitland a Frederick Pollock jej považovali za přelomový dokument v anglické právní historii a za předchůdce Magna Charty.
Dokument se zabýval zneužíváním královské moci jeho předchůdcem Vilémem II., konkrétně nadměrnému zdanění baronů, zneužívání uprázdněných biskupských stolců a praktikám svatokupectví a beneficí.
Po tradičním pozdravu obsahovala Charta svobod čtrnáct prohlášení, shrnutých takto:
1. Já, Jindřich, z Boží milosti korunován na anglického krále, nebudu brát ani prodávat žádný majetek od církve po smrti biskupa nebo opata, dokud nebude jmenován nástupce tohoto církevního majetku. Skončím se všemi utlačovatelskými praktikami, které byly v Anglii zlou přítomností.
2. Pokud některý baron nebo hrabě zemře, jeho dědicové nebudou nuceni koupit jejich dědictví, ale získají je zpět silou zákona a zvyků.
3. Každý baron nebo hrabě, který si přeje zasnoubit svou dceru nebo jinou příbuznou ženu, by se měl nejprve poradit se mnou, ale žádnému rozumnému sňatku nebudu stát v cestě. Každá vdova, která se chce znovu vdát, by se se mnou měla poradit, ale já se podřídím přáním jejích blízkých příbuzných, ostatních baronů a hrabat; nedovolím, aby si vzala jednoho z mých nepřátel.
4. Žádné ženě mých baronů, která se stane vdovou, nebude odepřeno její věno. Mělo by jí být dovoleno se znovu vdát podle svého přání, pokud si zachová bezúhonnost. Baroni, dohlížející na děti mrtvého barona, budou udržovat půdu a zájmy zákonným způsobem.
5. Ražení  mincí, které nemá svůj původ v době Edwarda Vyznavače, bude od nynějška zakázáno. Byl-li někdo, ať peněžník nebo jiný, zajat s falešnými penězi, budiž za to vykonána náležitá spravedlnost.
6. Prominu všechny dluhy, které byly dluženy mému bratrovi, kromě těch, které byly legálně učiněny prostřednictvím dědictví.
7. Pokud některý z mých baronů zeslábne a rozdá peníze nebo jiný majetek, bude to poctěno, pokud se na dědice bude náležitě pamatovat. Dary poskytnuté slabými barony pod silou zbraní nebudou vymáhány
8. Jestliže některý z mých baronů spáchá zločin, nevyplatí se z toho, jak tomu bylo za časů mého otce a bratra, ale bude potrestán, jak bylo zvykem a zákonem před časem mého otce, a podle potřeby provede odškodnění. Každý, kdo se provinil zradou nebo jiným ohavným zločinem, musí být náležitě potrestán.
9. Odpouštím všechny vraždy spáchané předtím, než jsem byl korunován. Následné vraždy budou stát před soudcem Koruny.
10. Se společným souhlasem svých baronů budu udržovat všechny lesy tak, jak se to dělalo za časů mého otce.
11. Ti rytíři, kteří vykonávají vojenskou službu, mi nebudou muset dávat obilí nebo jiné zemědělské zboží.
12. Ukládám zemi přísný mír a přikazuji, aby byl zachován.
13. Obnovuji zákon krále Edwarda a dodatky, které můj otec zavedl na radu svých baronů.
14. Vše, co mi bylo odebráno po smrti mého otce, bude okamžitě vráceno bez pokuty. Pokud nebude vráceno, bude vymáhána vysoká pokuta.[1]

Listina svobod byla panovníky obecně ignorována, dokud v roce 1213 Stephen Langton, arcibiskup z Canterbury, šlechticům nepřipomněl, že jejich svobody byly zaručeny v této Listině svobod více než století předtím.